# Wagneria micronychia
Wagneria micronychia là một loài ruồi trong họ Tachinidae.